# Elbe I
Pour les articles homonymes, voir Elbe.
Le dernier Elbe I est un ancien bateau-phare construit par le chantier naval Meyer Werft de Papenbourg sous le nom de Bürgermeister O’Swald II en 1907. Il est maintenant un navire musée dans le port de Cuxhaven.
Il est classé monument historique (Denkmal) en Basse-Saxe.

## Historique
Les bateaux-phares Elbe I ont tenu une position dans l'estuaire de l'Elbe à partir de 1816 et ont porté différents noms :
- 1816–1824: Seestern
- 1825–1826: Bernhardus
- 1826–1845: Jacob Hinrich
- 1845–1858: Caspar
- 1858–1858: Neptun
- 1858–1879: Caspar
- 1879–1892: Gustav-Heinrich
- 1892–1912: Bürgermeister Kirchenpauer
- 1912–1914: Bürgermeister O'Swald I
- 1914–1918: inoccupé pendant la Première Guerre mondiale
- 1918–1936: Bürgermeister O'Swald I
- 1936–1939: Norderney I
- 1939–1945: inoccupé pendant la Seconde Guerre mondiale
- 1945–1948: Norderney I
- 1948–1988: Bürgermeister O'Swald II
- 1988–1999: UFS II (sans pilote)
- depuis 2000 : balise flottante

Le dernier bateau-phare habité dans cette position fut le Bürgermeister O'Swald II qui était le plus grand bateau-phare du monde. Il porte le nom de William Henry O'Swald (en), bourgmestre de Hambourg.

### Éclairage
Son optique était une lentille de Fresnel de la société Wilhelm Weule à Goslar. À une hauteur focale de 15 m au-dessus de la ligne de flottaison, le feu de la lampe de 2.000 watts pouvait être vu à plus de 23 milles marins (environ 42 km). L'identifiant de son feu isophase était de 5 secondes de lumière et 5 secondes d'obscurité. Le navire avait également une corne de brume et une identification acoustique du navire en code Morse (.. - ..).

### Équipage
Alors que l'effectif d'occupation en 1948 était de 27 personnes en trois équipes de 9 hommes, quand il fut mis hors service en 1988, il n'y avait que 12 hommes avec une relève toutes les deux semaines.

### Préservation
Aujourd'hui, le navire musée appartient à la ville de Cuxhaven et fait partie de l'association Feuerschiff-Verein ELBE 1 von 2001 e. V. Cuxhaven pour la restauration et son entretien . Le navire étant en état de navigabilité, il est soumis à la surveillance de Germanischer Lloyd (en) et est équipé d'un équipement nautique moderne. Il répond également aux exigences de la See-Berufsgenossenschaft. Il navigue sur invitations à divers festivals sur les côtes du Nord et de la mer Baltique. Sur demande, le navire peut également être utilisé comme bureau d'enregistrement de mariage. La cérémonie a lieu dans le petit mess des officiers pouvant accueillir une dizaine de personnes.

### Incidents
Au cours de ses plus de 40 ans de service, le Bürgermeister O’Swald II a été percuté par d'autres navires plus de 50 fois. Cela en fait le bateau-phare le plus fréquemment percuté d'Europe.
En 1970, le cargo argentin Rio Carcarano a percuté le navire, malgré les dommages les plus importants et une grave infiltration d'eau, le navire a pu revenir à sa position sept mois plus tard. Cette collision, qualifiée de pire de toutes les collisions, a entraîné des coûts de réparation de 1,6 million de DM (818.067 euros) et a failli entraîner le naufrage du navire.

## Galerie

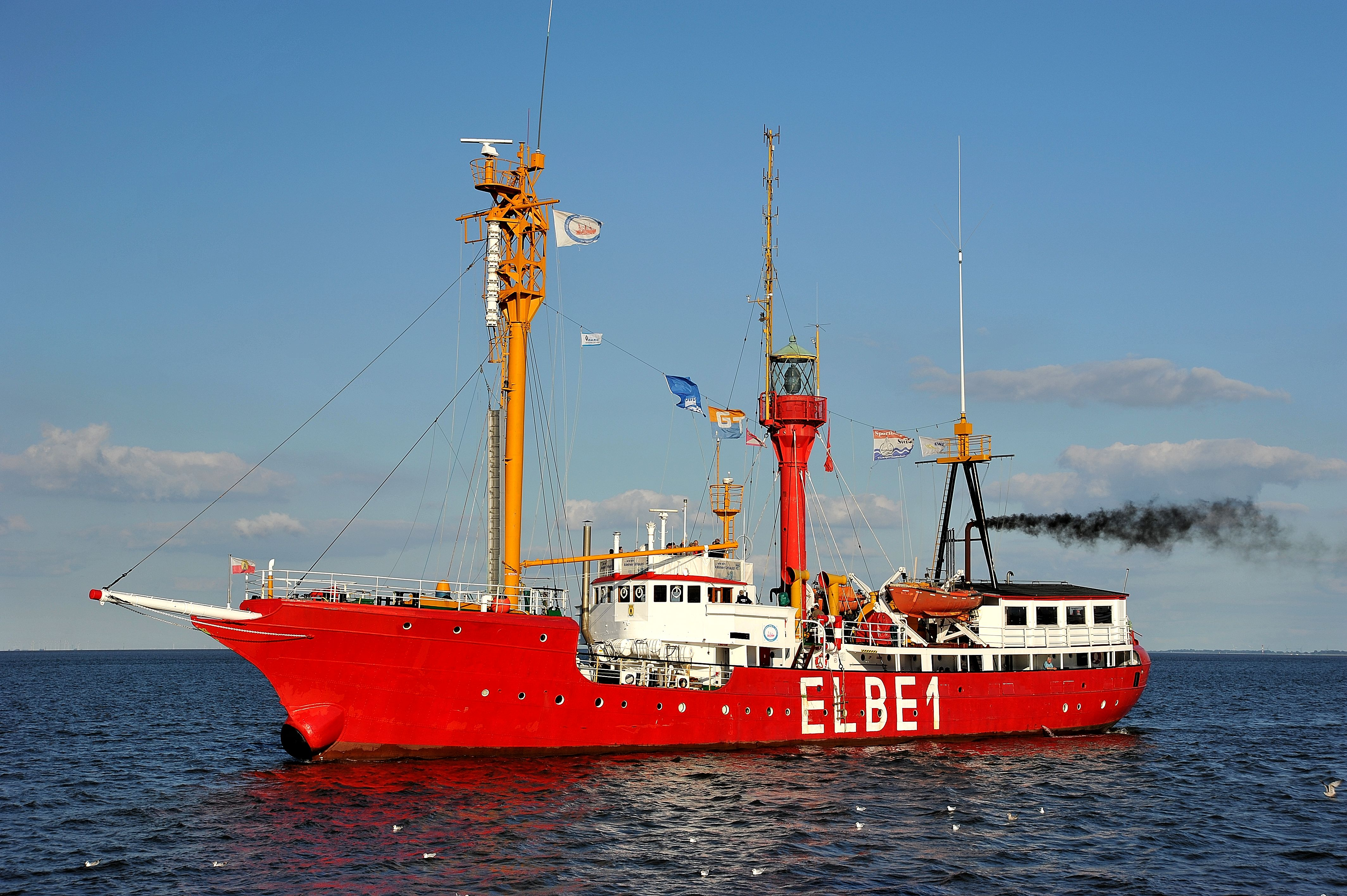
Elbe 1 naviguant en 2012
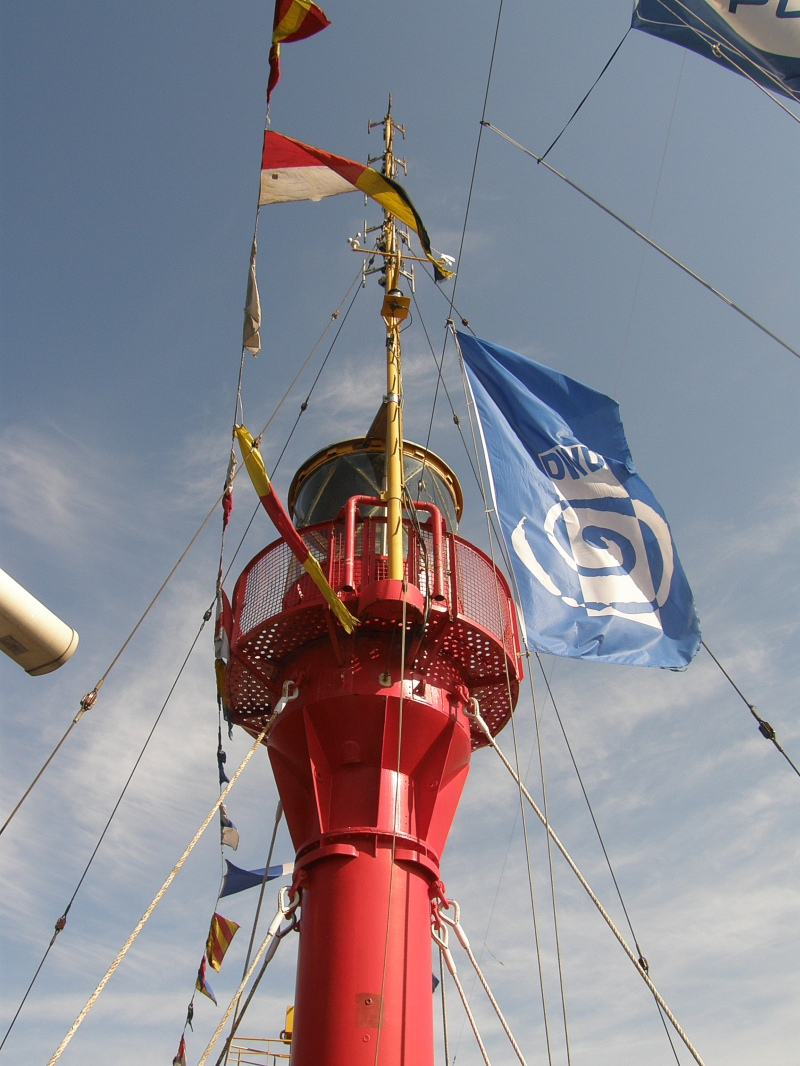
La lanterne
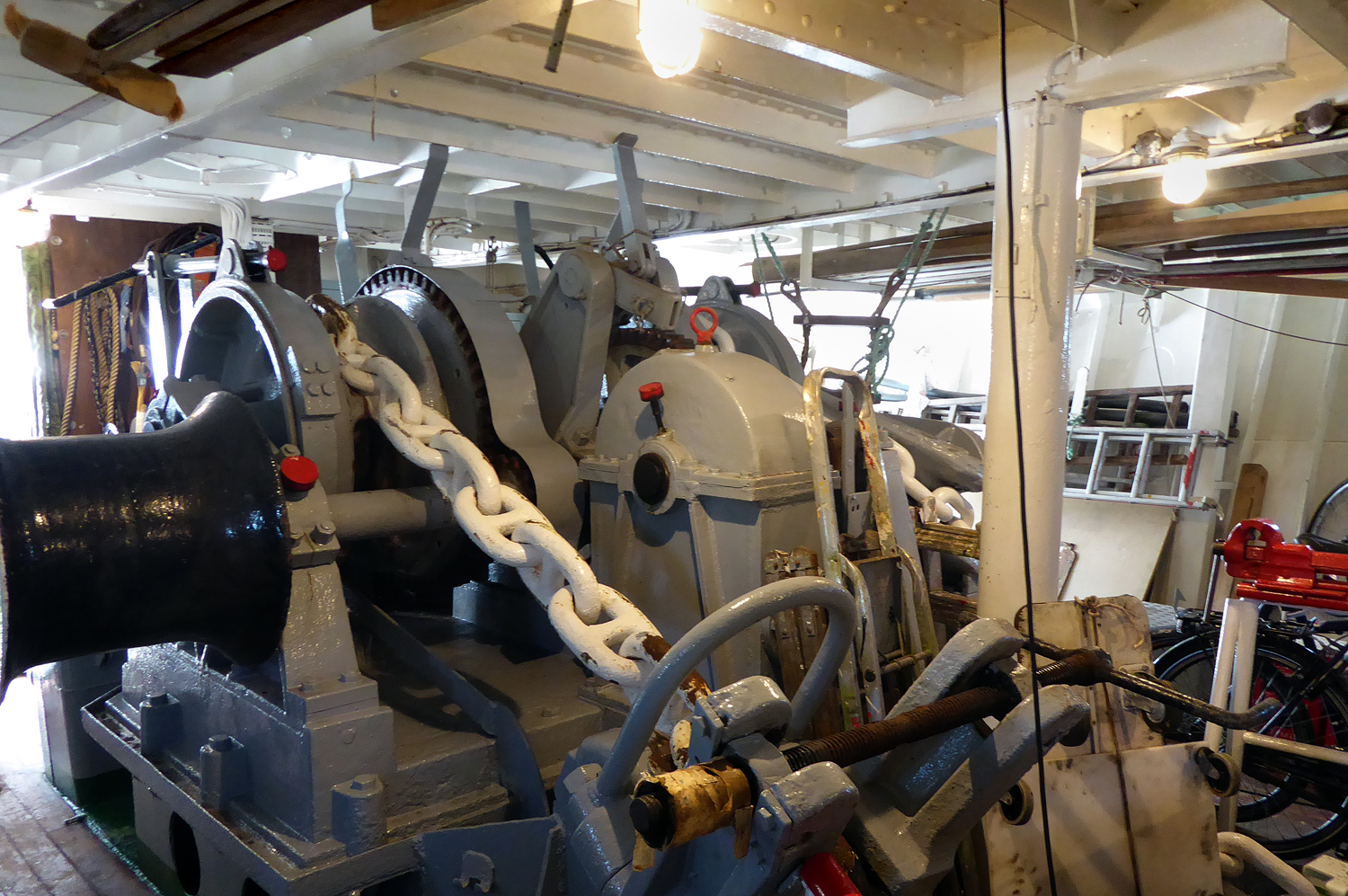
Ancrage
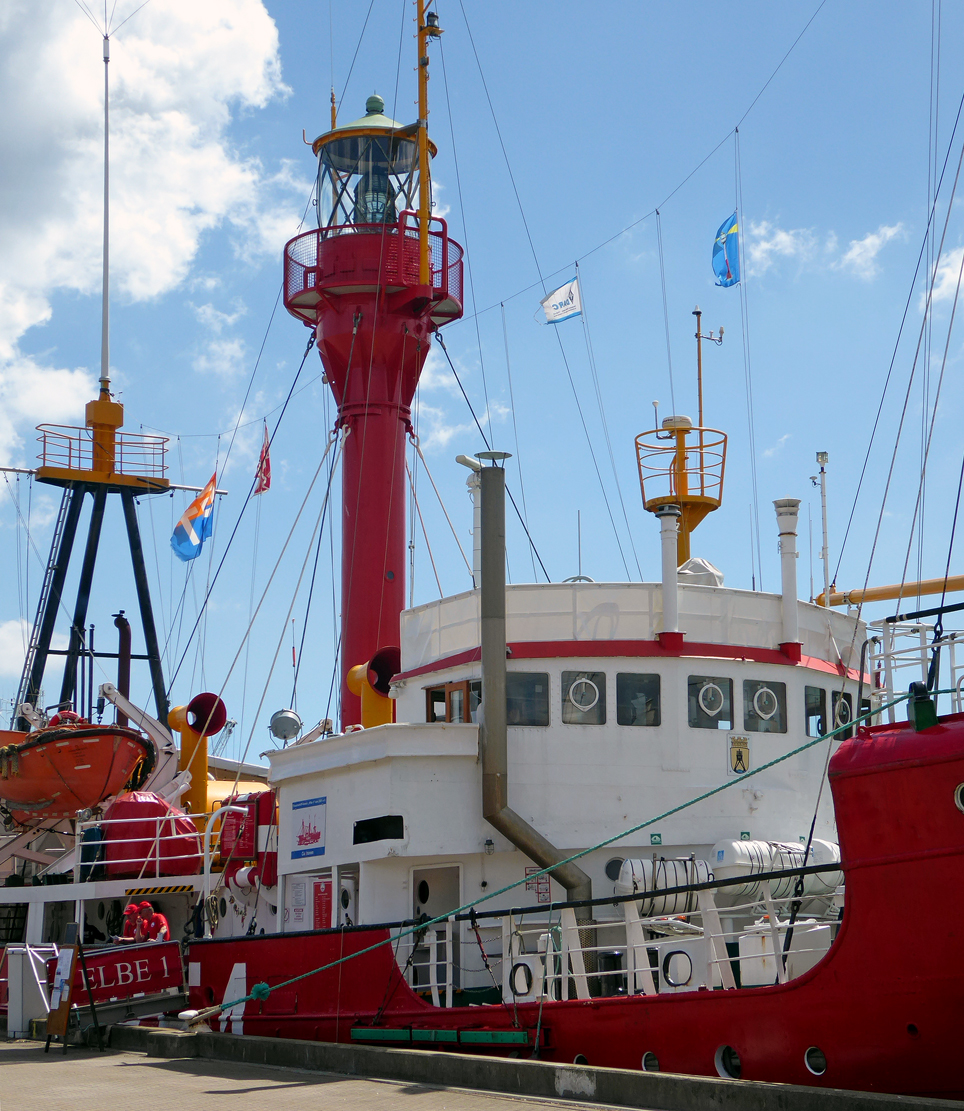
A quai